# Eros (filosofia)
Eros (/ˈɪrɒs/ o /ˈɛrɒs/; en grec antic: ἔρως érōs "amor" o "desig") és un dels quatre termes grecocristians antics que es poden traduir al català com "amor". Els altres tres són l'storge, la philia i l'àgape. Eros es refereix a "amor apassionat" o amor romàntic; storge a l'amor familiar; la philia a l'amistat com una espècie d'amor; I l'àgape es refereix a "amor desinteressat", o "caritat", ja que es tradueix en les escriptures cristianes (des de les Càritas llatines).
Al diàleg de Plató, El convit, es destaca el caràcter d'intermediari que té l'amor on seria el vincle que uniria els déus amb els homes i ho mantindria tot unit com un continu. Eros apareix com un dels motors que impulsen els humans cap a la cerca del coneixement i ens permetria superar l'estat d'ignorància que tenen els humans dins la caverna.
En l'àmbit de la psicoanàlisi, Freud usà el nom d'Eros per a designar el conjunt d'instints o pulsions que, al seu llibre Més enllà del principi de plaer de 1920 identifica com a pulsió de vida, de conservació d'aquesta. Aquesta funció de conservació coincidiria amb l'eros que emprarien els poetes i filòsofs. A l'Eros, o pulsió de vida, s'oposa la pulsió de mort, a la qual denomina Thanatos, i entre aquesta lluita vida-mort discorre la vida, no només de l'individu, sinó de tota la societat humana.